# Renealmia thyrsoidea
Renealmia thyrsoidea är en enhjärtbladig växtart som först beskrevs av Hipólito Ruiz López och Pav., och fick sitt nu gällande namn av Eduard Friedrich Poeppig och Stephan Ladislaus Endlicher. Renealmia thyrsoidea ingår i släktet Renealmia och familjen Zingiberaceae.

## Underarter
Arten delas in i följande underarter:
- R. t. chrysantha
- R. t. thyrsoidea